# ریزوتو
ریزوتو، ریسوتو یا رسوتو غذایی مخصوص شمال ایتالیا است که شامل پختن برنج با عصاره‌ی گوشت یا مرغ یا ماهی یا عصاره‌ی سبزیجات است تا جایی که برنج حالتی نرم اما نه شِفته به خودش بگیرد. اغلب در پخت این غذا از برنج‌های دانه‌کوتاه استفاده می‌شود. انواع مختلفی از ریزوتو پخته‌شده با ترکیباتی مانند پیاز کاراملی‌شده، الکل، یا کره وجود دارد.
این یکی از روشهای معمول پخت برنج در ایتالیا است و در آن گاهی از زعفران برای ایجاد رنگ زرد استفاده می‌شود.

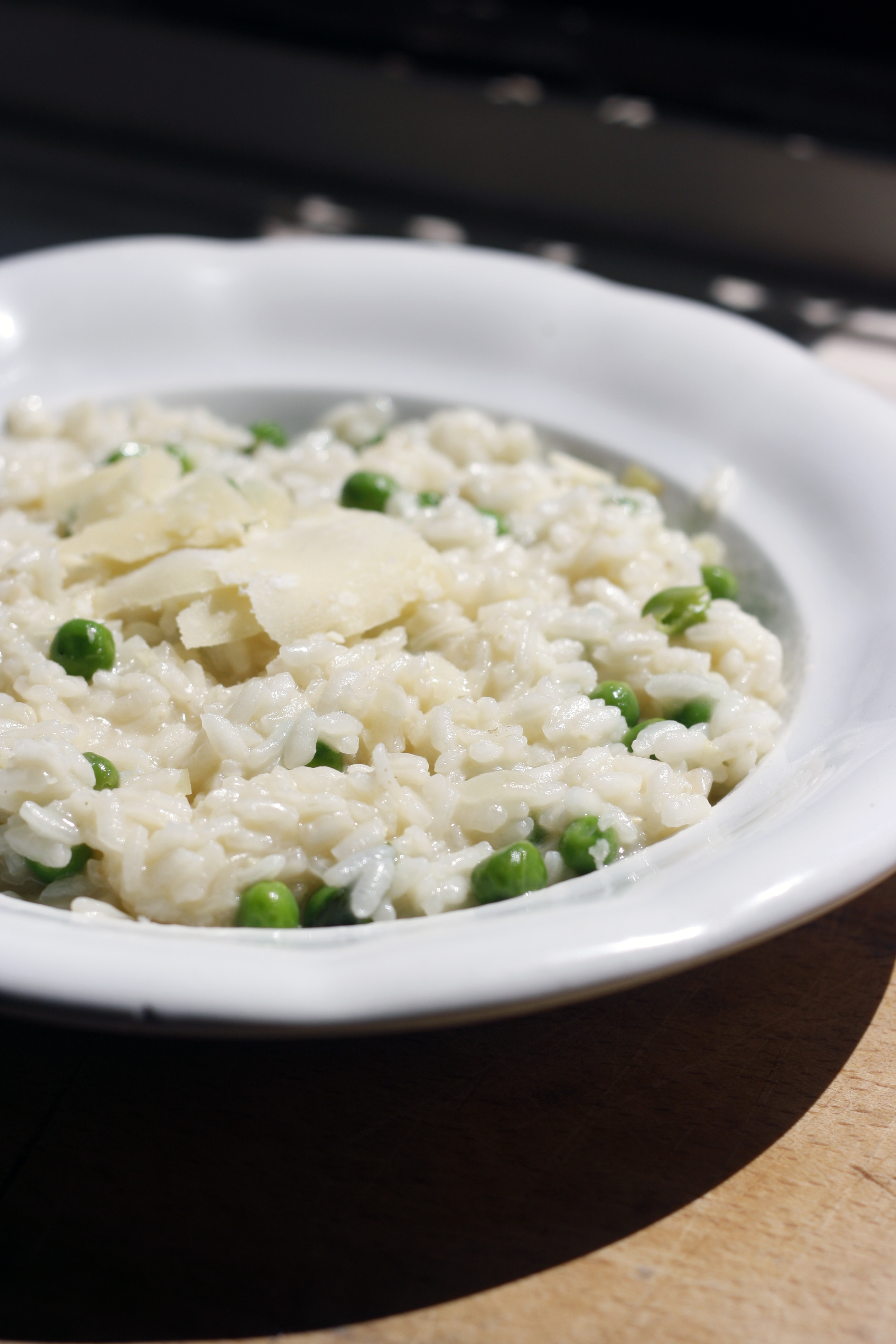
یک نوع ریزوتوی ونیزی

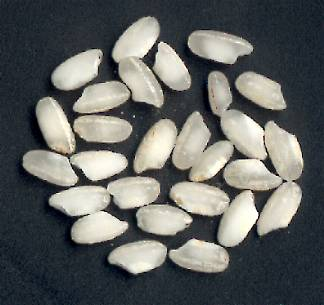
Grains of Arborio rice

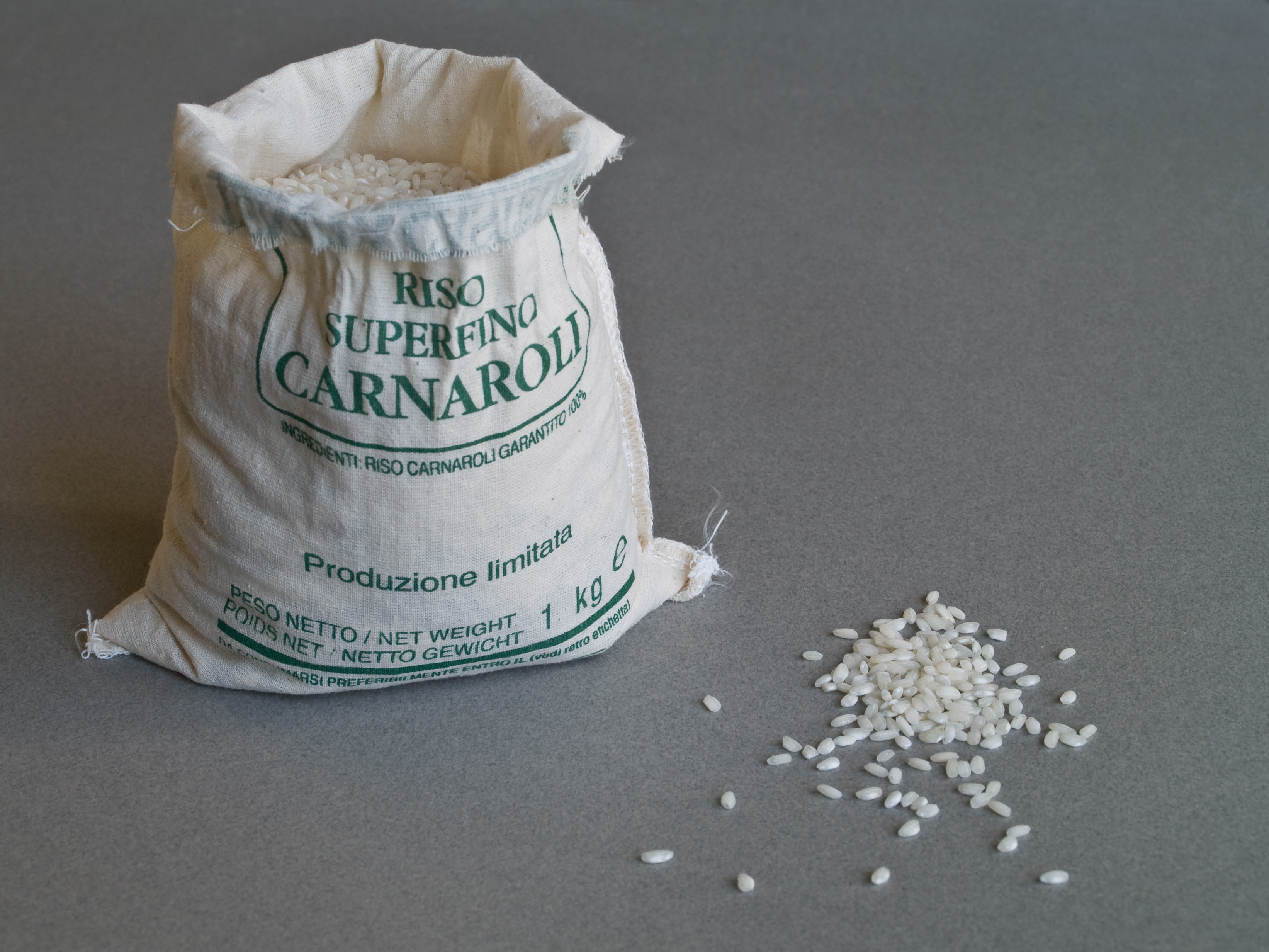
Carnaroli rice